# ناثانيل جونز
ناثانيل جونز (بالإنجليزية: Nathaniel Jones )‏ (و. 1788 – 1866 م) هو سياسي، ومصرفي، من الولايات المتحدة الأمريكية، كان عضوًا في الحزب الديمقراطي الأمريكي، توفي عن عمر يناهز 78 عاماً.

## مناصب
تولى منصب عضو مجلس النواب الأمريكي، وعضو مجلس ولاية نيويورك.